# Ely (Nevada)
Ely (výslovnost [ˈiːli]IPA) je jediné a sídelní město okresu White Pine County ve státě Nevada ve Spojených státech amerických. Žije zde přibližně 3 900 obyvatel.
Ely bylo založeno v roce 1878 jako kemp po objevu zlata, následně zde vznikla dostavníková stanice. Na začátku 20. století zde byly objeveny zásoby mědi a z malé osady se stalo rychle se rozvíjející se městečko. Městská samospráva byla zřízena v roce 1907. V letech 1905–1906 byla do Ely postavena železnice Nevada Northern Railway, na které byl provoz ukončen roku 1983 (krátkého obnovení se dočkal v letech 1996–1999). Část dráhy je zachována pod hlavičkou organizace Nevada Northern Railway Museum, která zde provozuje nostalgické vlaky. Západně od Ely jsou měďné doly.
Severovýchodně od města se nachází letiště, městem prochází silnice U.S. Route 6, U.S. Route 50 a U.S. Route 93.